# Konstantínos Tasoúlas
Konstantínos Tasoúlas (en griego: Κωνσταντίνος Τασούλας; Ioánina, 17 de julio de 1959) es un político y abogado griego que se desempeña como el 9.º presidente de la República Helénica desde marzo de 2025. Miembro del partido conservador Nueva Democracia, previamente fue presidente del Consejo de los Helenos de 2019 a 2025 y fue diputado por Ioannina desde 2000 a 2025.
En enero de 2025, el primer ministro Kyriákos Mitsotákis lo nominó como candidato a presidente de Grecia. En febrero del mismo año, fue electo durante la cuarta votación del Parlamento.

## Biografía
Tasoulas nació en Ioánina, Grecia, el 17 de julio de 1959. Estudió en la Facultad de Derecho de la Universidad Nacional de Atenas, obteniendo su título de abogado en 1981. Trabajó como abogado en Atenas y Londres.
Se unió al partido Nueva Democracia desde muy joven y sirvió desde 1981 hasta 1990 como secretario especial de la oficina del veterano político Evangelos Averoff. En 1990 fue elegido miembro del consejo municipal del distrito de Kifissia de Atenas, del que en 1994 fue elegido alcalde.
En 1990 fue nombrado director de la Organización de Apoyo a las Exportaciones, cargo que ocupó hasta 1993.
En 2000, fue elegido diputado por Ioannina, cargo que ocupó de forma ininterrumpida durante todas las elecciones posteriores. En 2006 fue nombrado representante parlamentario del partido Nueva Democracia, del que en 2010 asumió el cargo de Secretario General. En 2007 se desempeñó como Viceministro de Defensa, mientras que, en el período 2014-15, como Ministro de Deportes y Cultura.
Tras las elecciones generales de 2019, Tasoulas fue elegido presidente del Parlamento griego con un récord de 283 votos a favor, de los partidos ND, Syriza, KINAL, EL y MeRA25, mientras que el Partido Comunista de Grecia presentó una noción de 15 votantes "presentes" y dos abstenciones (por Dimitris Tzanakopoulos y Effie Achtsioglou). También fue la primera vez que un Presidente del Parlamento fue elegido mediante votación abierta.
En enero de 2025, el primer ministro Kyriákos Mitsotákis presentó al Parlamento para su aprobación la candidatura de Tasoulas para el cargo de Presidencia griega. Tasoulas aceptó la nominación de su candidatura, lo que fue recibido con críticas por parte de la oposición, ya que tradicionalmente los gobiernos optaban por nominar a un candidato de consenso con el resto de grupos políticos representados en el Parlamento.